# Tribalistas
Tribalistas foi um supergrupo brasileiro formado em Salvador, Bahia, em 2002, por três músicos: Arnaldo Antunes, Carlinhos Brown, e Marisa Monte. Tal reunião resultou no álbum homônimo lançado no mesmo ano pela gravadora Phonomotor Records sob distribuição da EMI. O registro vendeu mais de 2 milhões de unidades no Brasil e foi certificado de diamante, tornado-se um dos discos mais comprados de todos os tempos no território. Além disso, se tornou um dos maiores sucessos de um artista brasileiro fora do país, sobretudo na Europa e Argentina, totalizando mais de 3 milhões de vendas. Bem recebido pela crítica, a obra recebeu cinco indicações para o Grammy Latino de 2003, faturando a de Melhor Álbum Pop Contemporâneo em Língua Portuguesa.
Desde o lançamento do primeiro álbum até o lançamento do segundo, eles apresentaram-se juntos apenas em três raras exceções: Grammy Latino, no DVD Ao Vivo no Estúdio, de Monte, e a terceira aberta ao público no Sarau do Brown. Rumores de um possível retorno circularam pela mídia algumas vezes até o anúncio oficial, mais de uma década depois, entre elas quando representaram o Brasil na cerimônia de encerramento dos Jogos Olímpicos de Verão de 2012 em Londres, no lançamento da faixa digital "Joga Arroz" (2013) e em um possível reencontro para a abertura dos Jogos Olímpicos de Verão de 2016 no Rio de Janeiro, que acabou não acontecendo. 
Após 15 anos desde a sua formação, o Tribalistas lançou o seu segundo disco (2017). O trabalho recebeu indicações ao Grammy Latino. No ano seguinte, eles saíram em sua primeira turnê, a Tribalistas Tour, que tornou-se a maior turnê nacional em faturamento na época. Foram 35 datas e cerca de 41 milhões de reais arrecadados com um público de 250 mil pessoas no Brasil, América do Sul, Europa e Estados Unidos. Em 2019, foi anunciado que eles entrariam mais uma vez em hiato.

## História

### 2001–2002: Início e primeiro álbum
Assim como a formação do grupo, o álbum não surgiu repentinamente. Tudo começou quando Marisa Monte foi gravar uma participação no disco que Arnaldo estava fazendo, produzido por Brown. O grupo ficou junto por uma semana e resolveu fazer algumas músicas, embora não pensassem em gravar um disco juntos.
Para eles, o Tribalistas não era um projeto, era um sonho, um desejo que cada um tinha. Quando o grupo saiu da Bahia já se tinha um repertório que podia ser gravado pelos três juntos. E então, depois de muitas reuniões, decidiram-se por lançar um CD com um DVD incluso.
O nome do grupo veio de uma música composta pelo grupo que recebeu o título de "Tribalistas". Um nome que vem de "tri" (três integrantes), de tribo. A canção foi feita já com esta ideia.[carece de fontes?]
O álbum foi gravado secretamente em treze dias, um para cada canção, na casa de Marisa no Rio. Seu DVD apresenta a gravação das treze faixas do álbum além de diálogos do trio no estúdio, entre uma faixa e outra. Margareth Menezes, cantora baiana, participou do álbum, interpretando a canção "Passe em Casa", de sua autoria em parceria com o trio.
Comercialmente, o álbum foi um grande sucesso, vendendo mais de 3 milhões e 500 mil cópias mundialmente, mais de 2 milhões delas apenas no Brasil. Aclamado pela crítica, recebeu indicações em prêmios importantes, como o Grammy Latino, onde sagrou-se vencedor.

### 2013: Joga Arroz
"Joga Arroz" é uma canção lançada na manhã de 29 de maio de 2013 por Tribalistas, mas a canção não pertence a nenhum álbum musical, existe também uma versão remix de Joga Arroz.
A letra da canção foi composta por Marisa Monte, Arnaldo Antunes e Carlinhos Brown, a letra é em apoio ao casamento entre pessoas de mesmo sexo e sendo a canção tema da Campanha Nacional pelo Casamento Civil Igualitário do ex-deputado Jean Wyllys (do PSOL-RJ). O Conselho Nacional de Justiça já tinha regulamento o casamento homossexual, mas faltava o Congresso aprovar.
Dizia o seguinte o site da campanha: «Para sensibilizar os deputados, senadores e a sociedade brasileira em nome da liberdade de amar».
A canção ficou disponível aos ouvintes nos site da campanha, no site de Marisa Monte, e também no site de Arnaldo Antunes, às 10 horas da manhã de 29 de maio de 2013. Também ficou disponível para descarga na página do SoundCloud de Marisa Monte.

### 2017–2019: O retorno
Em abril de 2017, uma nota do jornal O Globo informava que, no mês anterior, o trio havia se reunido para compor novas canções.
Em agosto de 2017 anunciam um novo álbum de mesmo nome, integrado por dez canções inéditas, disponibilizado em todas as plataformas no dia 25 de agosto junto ao seu respectivo DVD, com cenas dos bastidores e diálogos durante as gravações das faixas presentes no CD. No dia do anúncio, foram liberadas 4 músicas inéditas: «Aliança», «Diáspora», «Um Só», e «Fora da Memória», que ocuparam, respetivamente, as quatro primeiras posições da loja virtual iTunes, feito inédito.
Comercialmente, vendeu mais de 50 mil cópias nos primeiros dias e, mesmo tendo sido recebido de maneira mista pela crítica, foi indicado ao Grammy Latino.
Mais tarde, a 28 de março de 2018, Marisa Monte, Arnaldo Antunes, e Carlinhos Brown anunciam, oficialmente, depois de diversos pedidos de fãs e rumores da mídia, a Tribalistas Tour 2018/2019, primeira turnê conjunta do trio, que percorreu grandes estádios e arenas em nove capitais brasileiras, entre elas Salvador, Rio de Janeiro, Recife, Fortaleza, São Paulo (este, para 45 mil pessoas, no Allianz Parque, foi lançado como DVD e ganhou dois especiais de TV), Porto Alegre, Curitiba, Brasília, Belo Horizonte, Belém, e São José. Concertos também ocorreram na Europa, e apresentações nos Estados Unidos e na América Latina. A turnê tornou-se a de maior faturamento por um artista nacional, após arrecadar mais de 41 milhões de reais em 35 apresentações para um público de mais de 250 mil pessoas. O último concerto, no festival Lollapalooza, marcou a primeira vez que um artista brasileiro subiu ao palco como headliner e foi aclamado pela crítica e pelo público. Em abril de 2019 anunciaram uma segunda pausa.

## Membros da banda

### Formação principal
- Arnaldo Antunes — vocais, vocal de apoio, vários instrumentos.
- Carlinhos Brown — vocais, vocal de apoio, vários instrumentos.
- Marisa Monte — vocais, vocal de apoio, vários instrumentos.

### Banda de apoio
- Dadi — violão, baixo, guitarra, guitarra sitar, bandolim, teclados.
- Pretinho da Serrinha — percussão, cavaquinho.
- Pedro Baby — violão, guitarra.
- Marcelo Costa — bateria.
- Cezar Mendes — violão.

## Discografia

### Álbuns de estúdio
| Ano  | Detalhes do Álbum | Melhores posições | Melhores posições | Melhores posições | Melhores posições | Melhores posições | Vendas                                                          | Certificações                                             |
| Ano  | Detalhes do Álbum | BRA               | FRA               | ITA               | POR               | SUI               | Vendas                                                          | Certificações                                             |
| ---- | --- | ----------------- | ----------------- | ----------------- | ----------------- | ----------------- | --------------------------------------------------------------- | --------------------------------------------------------- |
| 2002 | Tribalistas - Lançamento: 31 de outubro de 2002 - Formato(s): CD, DVD - Gravadora(s): Phonomotor Records, EMI            | 1                 | 39                | 2                 | 1                 | 90                | - : 3.500.000 - : 2.300.000 - : 160.000 - : 210.000 - : 160.000 | - : Diamante - : 2× Platina - : 3× Platina - : 4× Platina |
| 2017 | Tribalistas - Lançamento: 25 de agosto de 2017 - Formato(s): CD, DVD - Gravadora(s): Phonomotor Records, Universal Music | 1                 | 67                | 30                | 1                 | —                 | - : 200.000 - : 50.000                                          | - : Ouro                                                  |

### Álbuns de vídeo
| Ano  | Detalhes do Álbum | Melhores posições | Vendas      | Certificações |
| Ano  | Detalhes do Álbum | BRA               | Vendas      | Certificações |
| ---- | --- | ----------------- | ----------- | ------------- |
| 2002 | Tribalistas - Lançamento: 31 de outubro de 2002 - Formato(s): CD, DVD - Gravadora(s): Phonomotor Records, EMI            | 1                 | - : 100.000 | - : Platina   |
| 2017 | Tribalistas - Lançamento: 25 de agosto de 2017 - Formato(s): CD, DVD - Gravadora(s): Phonomotor Records, Universal Music | 1                 | - : 40.000  | - : Ouro      |

### Álbuns ao vivo
| Ano  | Detalhes do Álbum | Melhores posições | Vendas | Certificações |
| Ano  | Detalhes do Álbum | BRA               | Vendas | Certificações |
| ---- | --- | ----------------- | ------ | ------------- |
| 2019 | Tribalistas Ao Vivo - Lançamento: 15 de março de 2019 - Formato(s): Download digital - Gravadora(s): Phonomotor Records, Universal Music | —                 | —      | —             |

### Singles
| Canção                                                                         | Ano  | Melhores posições | Melhores posições | Melhores posições | Melhores posições | Melhores posições | Melhores posições | Melhores posições | Álbum               |
| Canção                                                                         | Ano  | BRA               | EUR               | FRA               | ITA               | HOL               | POR               | SUI               | Álbum               |
| ------------------------------------------------------------------------------ | ---- | ----------------- | ----------------- | ----------------- | ----------------- | ----------------- | ----------------- | ----------------- | ------------------- |
| "Já Sei Namorar"                                                               | 2002 | 1                 | 56                | 84                | 33                | 34                | 2                 | 75                | Tribalistas (2002)  |
| "Velha Infância"                                                               | 2003 | 1                 | —                 | —                 | —                 | —                 | —                 | —                 | Tribalistas (2002)  |
| "É Você"                                                                       | 2004 | 8                 | —                 | —                 | —                 | —                 | —                 | —                 | Tribalistas (2002)  |
| "Aliança"                                                                      | 2017 | —                 | —                 | —                 | —                 | —                 | 93                | —                 | Tribalistas (2017)  |
| "Diáspora"                                                                     | 2017 | —                 | —                 | —                 | —                 | —                 | 41                | —                 | Tribalistas (2017)  |
| "Um Só"                                                                        | 2017 | —                 | —                 | 139               | —                 | —                 | —                 | —                 | Tribalistas (2017)  |
| "Fora da Memória"                                                              | 2017 | —                 | —                 | —                 | —                 | —                 | 171               | —                 | Tribalistas (2017)  |
| "Carnavália"                                                                   | 2019 | —                 | —                 | —                 | —                 | —                 | —                 | —                 | Tribalistas Ao Vivo |
| "—" denota singles que não entraram nas paradas ou não foram lançados no país. |      |                   |                   |                   |                   |                   |                   |                   |                     |

### Singlespromocionais
| Canção | Ano | Álbum |              |      |   |
| ------ | --- | ----- | ------------ | ---- | - |
| Canção | Ano | Álbum | "Joga Arroz" | 2013 | — |

### Trilhas sonoras
| Canções em novelas da Rede Globo | Canções em novelas da Rede Globo | Canções em novelas da Rede Globo | Canções em novelas da Rede Globo                            | Canções em novelas da Rede Globo |
| Ano                              | Canção                           | Novela                           | Nota                                                        |                                  |
| -------------------------------- | -------------------------------- | -------------------------------- | ----------------------------------------------------------- | -------------------------------- |
| 2003                             | "Velha Infância"                 | Mulheres Apaixonadas             | Tema de Cláudio e Edwiges (Erik Marmo e Carolina Dieckmann) |                                  |
| 2004                             | "É Você"                         | Da Cor do Pecado                 | Tema de Moa (Alinne Moraes)                                 |                                  |
| 2017                             | "Aliança"                        | O Outro Lado do Paraíso          | Tema de Clara (Bianca Bin) e Patrick (Thiago Fragoso)       |                                  |
| 2018                             | "Um Só"                          | Malhação: Vidas Brasileiras      | Tema de Talíssia (Luellem de Castro)                        |                                  |
| 2019                             | "Diáspora"                       | Órfãos da Terra                  | Tema de abertura                                            |                                  |
| Canção em novela do SBT          |                                  |                                  |                                                             |                                  |
| Ano                              | Canção                           | Novela                           | Nota                                                        |                                  |
| 2013                             | "Velha Infância"                 | Chiquititas                      | Tema de Carol (Manuela do Monte) e Júnior (Guilherme Boury) |                                  |
| Canção em jogos eletrônicos      |                                  |                                  |                                                             |                                  |
| Ano                              | Canção                           | Jogo                             | Nota                                                        |                                  |
| 2003                             | "Já Sei Namorar"                 | FIFA Football 2004               | Tema da seleção brasileira                                  |                                  |

## Turnês
- Tribalistas Tour (2018–2019)

## Prêmios e indicações
| Ano  | Prêmio                                | Categoria                                      | Trabalho                                   | Resultado |
| ---- | ------------------------------------- | ---------------------------------------------- | ------------------------------------------ | --------- |
| 2002 | APCA                                  | "Melhor CD"                                    | "Tribalistas" (2002)                       | Venceu    |
| 2002 | Troféu Imprensa                       | "Melhor Grupo"                                 | "Tribalistas" (2002)                       | Venceu    |
| 2002 | Troféu Imprensa                       | "Melhor Música"                                | "Já Sei Namorar"                           | Venceu    |
| 2003 | Grammy Latino                         | "Gravação do Ano"                              | "Já Sei Namorar"                           | Indicação |
| 2003 | Grammy Latino                         | "Melhor Canção Brasileira"                     | "Já Sei Namorar"                           | Indicação |
| 2003 | Grammy Latino                         | "Álbum do Ano"                                 | "Tribalistas" (2002)                       | Indicação |
| 2003 | Grammy Latino                         | "Melhor Engenharia de Gravação para um Álbum"  | William Jr., Antoine Midani & Alê Siqueira | Indicação |
| 2003 | Grammy Latino                         | "Melhor Álbum Pop Contemporâneo Brasileiro"    | "Tribalistas" (2002)                       | Venceu    |
| 2003 | MTV Video Music Brasil 2003           | "Escolha da Audiência"                         | "Já Sei Namorar"                           | Indicação |
| 2003 | EMI Portugal                          | "CD Mais Vendido da História da EMI"           | "Tribalistas" (2002)                       | Venceu    |
| 2003 | Festivalbar                           | "Prêmio Internacional"                         | "Tribalistas" (2002)                       | Venceu    |
| 2003 | Italian Music Awards                  | "Artista Revelação"                            | "Tribalistas" (2002)                       | Venceu    |
| 2003 | Prêmio Amigo                          | "Melhor Álbum Latino"                          | "Tribalistas" (2002)                       | Venceu    |
| 2003 | Prêmio Austregésilo de Athaide        | "Melhor CD"                                    | "Tribalistas" (2002)                       | Venceu    |
| 2003 | Prêmio Multishow de Música Brasileira | "Melhor CD"                                    | "Tribalistas" (2002)                       | Venceu    |
| 2003 | "Melhor DVD"                          |                                                | "Tribalistas" (2002)                       | Venceu    |
| 2003 | "Melhor Música"                       | "Já Sei Namorar"                               |                                            | Venceu    |
| 2003 | Prêmio Ondas                          | "Melhor Grupo Latino"                          | Tribalistas                                | Venceu    |
| 2003 | Prêmio TIM                            | "Melhor Grupo MPB"                             | Tribalistas                                | Venceu    |
| 2018 | A2IM Libera Awards 2018               | "Best World Album"                             | "Tribalistas" (2017)                       | Indicação |
| 2018 | Prêmio da Música Brasileira           | "Projeto Visual"                               | "Tribalistas" (2017)                       | Indicação |
| 2018 | Prêmio da Música Brasileira           | "Melhor Grupo de Pop/Rock/Reggae/Hip-hop/Funk" | Tribalistas                                | Indicação |
| 2018 | Grammy Latino                         | "Melhor Canção em Língua Portuguesa"           | "Aliança"                                  | Indicação |
| 2018 | APCA                                  | "Show do Ano"                                  | Tribalistas Tour                           | Indicação |
| 2018 | Prêmio SIM                            | "Projeto do Ano"                               | Tribalistas Tour                           | Indicação |
| 2018 | Melhores do Ano Guia Folha            | "Melhor Show Nacional"                         | Tribalistas Tour                           | Venceu    |